# Kis kapibara
A kis kapibara (Hydrochoerus isthmius) az emlősök (Mammalia) osztályának rágcsálók (Rodentia) rendjébe, ezen belül a tengerimalacfélék (Caviidae) családjába és a kapibaraformák (Hydrochoerinae) alcsaládjába tartozó faj.
Korábban a vízidisznó (Hydrochoerus hydrochaeris) alfajának tekintették.
A magyar névforrás nincs megerősítve, lehet, hogy az angol név tükörfordítása (Lesser capybara).

## Előfordulása
Bolívia, Kolumbia, Panama és Venezuela területén honos. Természetes élőhelye a mocsarak, mint rokonának a vízidisznónak.

## Természetvédelmi állapota
Az élőhelyének elvesztése, a húsáért való vadászata és a folyók lecsapolása fenyegeti, és gazdasági károkat okoz, ezért lelövik.